# Glenea jeanvoinei
Glenea jeanvoinei là một loài bọ cánh cứng trong họ Cerambycidae.